# The Kon-Tiki Expedition: By Raft Across the South Seas
The Kon-Tiki Expedition: By Raft Across the South Seas (en noruego: Kon-Tiki ekspedisjonen) es un libro de 1948 del explorador y escritor noruego Thor Heyerdahl (1914-2002). Relata las experiencias de Heyerdahl con la expedición Kon-Tiki, donde viajó a través del Océano Pacífico desde Perú hasta la Polinesia en una balsa. El libro se publicó por primera vez en Noruega el 2 de noviembre de 1948 y se agotó en quince días. En 1961, el libro se había traducido al menos a cincuenta y cinco idiomas.